# Elecciones parlamentarias de Marruecos de 1993
Las quintas elecciones parlamentarias de Marruecos se llevaron a cabo el 25 de junio de 1993, tras haber sido inicialmente previstas para octubre de 1990, pero pospuestas debido a problemas sobre el futuro del Sahara Occidental y un referéndum sobre una nueva constitución, que tuvo lugar en 1992. El número de escaños elegidos directamente aumentó de 204 a 222, mientras que el número de escaños elegidos de forma indirecta aumentó de 102 a 111. Los asientos electos de forma indirecta fueron elegidos el 17 de septiembre. Once partidos y 2.042 candidatos independientes (incluyendo 167) impugnaron la elección.
El resultado fue una victoria de la Unión Socialista de Fuerzas Populares, que ganó 48 de los escaños, y formó gobierno con el Partido Istiqlal, el Partido del Progreso y el Socialismo, y la Organización de Acción Democrática y Popular, en el llamado Bloque Democrático. La participación electoral fue 62.75%.

## Resultados
| Partido                                      | Elección directa | Elección directa | Elección directa | Elección indirecta | Elección indirecta | Elección indirecta | Total | +/-   |
| Partido                                      | Votps            | %                | Escaños          | Votes              | %                  | Escaños            | Total | +/-   |
| -------------------------------------------- | ---------------- | ---------------- | ---------------- | ------------------ | ------------------ | ------------------ | ----- | ----- |
| Agrupación Nacional de los Independientes    | 824,117          | 13.2             | 28               |                    |                    | 13                 | 41    | -20   |
| Unión Socialista de Fuerzas Populares        | 820,641          | 13.2             | 48               |                    |                    | 4                  | 52    | +16   |
| Unión Constitucional                         | 769,149          | 12.8             | 27               |                    |                    | 27                 | 54    | -29   |
| Partido Istiqlal                             | 760,082          | 12.2             | 43               |                    |                    | 9                  | 52    | +11   |
| Movimiento Popular                           | 751,864          | 12.1             | 33               |                    |                    | 18                 | 51    | +4    |
| Movimiento Nacional Popular                  | 662,214          | 10.6             | 14               |                    |                    | 11                 | 25    | Nuevo |
| Partido Nacional Democrático                 | 500,253          | 8.0              | 14               |                    |                    | 10                 | 24    | 0     |
| Partido Democrático Indpeendiente            | 257,372          | 4.1              | 3                |                    |                    | 6                  | 9     | Nuevo |
| Partido del Progreso y el Socialismo         | 245,064          | 3.9              | 6                |                    |                    | 4                  | 10    | +8    |
| Organización de Acción Democrática y Popular | 196,268          | 3.2              | 2                |                    |                    | 0                  | 2     | +1    |
| Partido de Acción                            | 145,981          | 2.4              | 2                |                    |                    | 0                  | 2     | Nuevo |
| Independientes                               | 259,213          | 4.2              | 2                |                    |                    | 2                  | 4     | Nuevo |
| Confederación Democrática de Trabajadores    | -                | -                | -                |                    |                    | 4                  | 4     | +1    |
| Unión de Trabajadores Marroquíes             | -                | -                | -                |                    |                    | 3                  | 3     | -2    |
| Votos en blanco/anulados                     | 930,993          | -                | -                |                    | -                  | -                  | -     | -     |
| Total                                        | 7,153,211        | 100              | 222              |                    |                    | 111                | 333   | +27   |
| Fuente: Nohlen et al.                        |                  |                  |                  |                    |                    |                    |       |       |